# Нат, Мари Жозе
Мари́ Жозе́ Бенхаласса́ (фр. Marie-Josée Benhalassa, более известная как Мари́ Жозе́ Нат фр. Marie-Josée Nat; 22 апреля 1940, Бонифачо, Корсика, Франция — 10 октября 2019, Париж, Франция) — французская актриса театра, кино и телевидения.

## Биография
Играть начала ещё в школьных спектаклях. В 1955 году стала победительницей конкурса фотомоделей, после чего стала сниматься для журналов и работала манекенщицей. Окончила Парижскую консерваторию (мастерская Рене Симона). В кино с 1956 года («Преступление и наказание»). С 1958 года в театре и на ТВ.
В 1960—1961 годах состояла в браке с актёром Роже Дюма, в 1964—1981 годах с режиссёром Мишелем Драшем и в последнем — с иранским певцом Сержем Резвани, известным также под псевдонимами Борис (Сайрус) Бассиак.

## Избранная фильмография

### Актриса
- 1956 — Преступление и наказание / Crime et Châtiment
- 1956 — Клуб женщин / Club de femmes
- 1957 — Дай мне шанс / Donnez-moi ma chance — Розина
- 1957 — Счастливые арены / Arènes joyeuses — Виолетта
- 1959 —  / La nuit de Tom Brown — Бет (ТВ)
- 1959 — Что будем декларировать? / Vous n'avez rien à déclarer? — Лиза
- 1959 —  / Secret professionnel — Эльвира
- 1959 — Улица Прери / Rue des Prairies — Одетта Невё
- 1960 — Француженка и любовь / La française et l'amour — Лин, невеста
- 1960 — Истина / La vérité — Анни Маркё
- 1960 — Да здравствует герцог! / Vive le duc! — Сесиль
- 1961 — Угроза / La menace — Жозефа
- 1961 — Женитьба Фигаро / Le mariage de Figaro — Керубина (ТВ)
- 1961 — Амели, или Время любить / Amélie ou le temps d'aimer — Амели
- 1962 — Семь смертных грехов / Les sept péchés capitaux — молодая женщина
- 1962 — Воспитание чувств / Education sentimentale — Анн Арну
- 1963 —  / Un coup dans l'aile — Николь (ТВ)
- 1964 — Франсуаза или супружеская жизнь / Françoise ou La vie conjugale — Франсуаза Дюбрей
- 1964 — Жан Марк или супружеская жизнь / Jean-Marc ou La vie conjugale — Франсуаза
- 1965 — Благоприятный случай / La bonne occase — Беатрис
- 1965 — Дневник женщины в белом / Journal d'une femme en blanc — Клод Соваж
- 1966 — Сафари бриллиантов / Safari diamants — Электра
- 1966 — Даки / Dacii — Меда, дочь Децебала
- 1969 — Пария / Le paria — Люси
- 1970 — Элиза, или подлинная жизнь / Élise ou la vraie vie — Элиза
- 1971 — Опиум и дубинка / L'opium et le baton — Фарруджа
- 1972 — Посольство / Embassy — Лора
- 1973 — Скрипки бала / Les violons du bal — Элль
- 1973 —  / Kruiswegstraat 6 — Франсуаза Вербрюж
- 1974 — Скажи, что любишь меня / Dis-moi que tu m'aimes — Шарлотта Ле Ройер
- 1974 — Говори мне о любви / Parlez moi d'amour
- 1975 —  / Les Rosenberg ne doivent pas mourir — Этель Розенберг (ТВ)
- 1977 — Прошедшее время / Le passé simple — Сесиль
- 1981 — Непокорность / La disubbidienza — синьора Манци - мать Луки
- 1981 — Анна (Мать и дочь) / Anna — Анна
- 1982 — Литан / Litan — Нора
- 1982 —  / Fausses notes — Марион Торё (ТВ)
- 1988 —  / Le clan — Люси Манот (мини-сериал)
- 1989 — 1994 — Общие сведения / Renseignements généraux — Изабель Новель (сериал)
- 1990 — Смерть умеет говорить / La mort a dit peut-être — Марианна (ТВ)
- 1991 — Рио Негро / Río Negro — мадам Жинет
- 1993 — Пуп земли / Le nombril du monde — Уми
- 1996 — Земля индиго / Terre indigo — Матильда (мини-сериал)
- 1997 — Ночь судьбы / La nuit du destin — мадам Слимани
- 1998 —  / Deux mamans pour Noël — Мари (ТВ)
- 1998 — Поезд жизни / Train de vie — Сура
- 2000 —  / La caracole — Жанна (ТВ)
- 2003 — В мои семь лет / L'année de mes sept ans — Алиса (ТВ)
- 2004 — Любимые бессмертны / Ceux qui aiment ne meurent jamais — Эва (ТВ)
- 2004 — Подарок Елены / Le cadeau d'Elena — Елена
- 2006 — Русский дядюшка / L'oncle de Russie — Женевьев Ферран (ТВ)
- 2015 — Раны острова / Les blessures de l'île — Жанна Гурвеннек (ТВ)

## Награды
- 1970 — «Хрустальная звезда» как лучшая актриса («Элиза, или подлинная жизнь»)
- 1974 — Серебряная премия за лучшую женскую роль 27-го Каннского кинофестиваля («Скрипки бала»)
- 1978 — Кинофестиваля в Карловых Варах за лучшую женскую роль («Прошедшее время»)
- 2001 — Кинофестиваля в Карловых Варах за творчество
- 2002 — Кавалер ордена «За заслуги»
- 2004 — Кавалер ордена Почётного легиона[6]
- 2011 — Офицер ордена «За заслуги»[7]